# Jim Henson
Jim Henson (24. september 1936 — 16. maj 1990) var en amerikansk tv-producent, filminstruktør og dukkefører. Bagmand til The Muppet Show, og dukkefører af bl.a. Kermit the Frog og Rowlf.
Jim Henson var også skaberen af Fragglerne. Jim Henson skabte også Sesame Street.